# Дітковський Анатолій Павлович
Анатолій Павлович Дітковський (10 квітня 1934, Великі Лісівці Попільнянського району Житомирської області — 13 квітня 2021) — український науковець, педагог, який працював в галузі оперативної хірургії та топографічної анатомії. Доцент кафедри оперативної хірургії та топографічної анатомії Національного медичного університету імені Олександра Богомольця.
Відповідальний за наукову роботу кафедри (1974 — 1987), керівник циклу підвищення кваліфікації викладачів оперативної хірургії та топографічної анатомії (1970 — 2008).
1968 р. захистив дисертацію на здобуття наукового ступеня кандидата медичних наук «Лімфатичні судини серця в нормі та при деяких видах патології».
Автор 120 наукових праць з оперативної хірургії та топографічної анатомії, хірургії, анатомії людини. Представник української школи лімфологів. Співавтор підручника «Оперативна хірургія та топографічна анатомія» (1994).
Напрямок наукових робіт — дослідження лімфатичної системи в нормі та при патології, анатомія вроджених вад кишки людини, моделювання патологічних станів та їхньої хірургічної корекції.